# Qualificazioni al campionato europeo maschile di calcio 1968 - Gruppo 6

## Classifica
| Pos | Squadra  | Pti | G | V | N | P | GF | GS | DR  |
| --- | -------- | --- | - | - | - | - | -- | -- | --- |
| 1   | Italia   | 11  | 6 | 5 | 1 | 0 | 17 | 3  | +14 |
| 2   | Romania  | 6   | 6 | 3 | 0 | 3 | 18 | 14 | +4  |
| 3   | Svizzera | 5   | 6 | 2 | 1 | 3 | 17 | 13 | +4  |
| 4   | Cipro    | 2   | 6 | 1 | 0 | 5 | 3  | 25 | -22 |

## Risultati
| Arbitro: | James Finney |

|                                 |           |                         |
| Dridea 8’ Frățilă 11’, 25’, 38’ | Marcatori | 54’ Künzli 70’ Odermatt |

| Arbitro: | Gerhard Schulenburg |

|                               |           |                   |
| Mazzola 30’, 67’ De Paoli 43’ | Marcatori | 7’ Nicolae Dobrin |

| Arbitro: | Arthur Lentini |

|              |           |                                              |
| Pierides 31’ | Marcatori | 49’, 82’ Dridea 51’ Lucescu 65’, 74’ Frățilă |

| Arbitro: | Atanas Stavrev Kiryakov |

|  |           |                              |
|  | Marcatori | 76’ Domenghini 88’ Facchetti |

| Arbitro: | Milivoje Gugulović |

|                                                                    |           |  |
| Lucescu 4’ Martinovici 15’ Dumitriu 24’, 52’, 77’ Ionescu 47’, 86’ | Marcatori |  |

| Arbitro: | Robert Lacoste |

|                                                                 |           |            |
| Künzli 12’, 66’ Quentin 15’, 32’ Blättler 47’, 59’ Odermatt 63’ | Marcatori | 70’ Dobrin |

| Arbitro: | Manuel Gómez Arribas |

|  |           |             |
|  | Marcatori | 81’ Bertini |

| Arbitro: | Antoine Queudeville |

|                                     |           |  |
| Mazzola 12’, 22’ Riva 46’, 55’, 59’ | Marcatori |  |

| Arbitro: | Robert Schaut |

|                                                           |           |  |
| Blättler 30’, 55’ Künzli 41’ Dürr 56’ (rig.) Odermatt 72’ | Marcatori |  |

| Arbitro: | István Zsolt |

|                        |           |                      |
| Quentin 34’ Künzli 68’ | Marcatori | 66’, 85’ (rig.) Riva |

| Arbitro: | Tiny Wharton |

|                                         |           |  |
| Mazzola 3’ Riva 13’ Domenghini 45’, 67’ | Marcatori |  |

| Arbitro: | Pavel Špoták |

|                             |           |                      |
| Asprou 22’ Papadopoulos 46’ | Marcatori | 9’ (aut.) Panayiotou |

## Classifica marcatori
6 reti
- Gigi Riva

5 reti
- Sandro Mazzola

- Constantin Frățilă

- Fritz Künzli

4 reti
- Rolf Blättler

3 reti
- Angelo Domenghini
- Mircea Dridea
- Emil Dumitriu

- Karl Odermatt
- René-Pierre Quentin

2 reti
- Nicolae Dobrin
- Ion Ionescu
- Mircea Lucescu

1 rete
- Melis Asprou
- Pamboullis Papadopoulos
- Kostakis Pierides
- Mario Bertini

- Virginio De Paoli
- Giacinto Facchetti
- Florea Martinovici
- Richard Dürr

1 autorete
- Kostas Panayiotou (pro  Svizzera)